# 熊坂翔吾
熊坂翔吾 （日语：熊坂 翔吾／くまさか しょうご Shogo Kumasaka ?),日本編者,程序员。